# Большая Шоссейная улица (Казань)
Большая Шоссейная улица — внутриквартальная улица Московского района города Казани.

## Расположение
Б.Шоссейная улица расположена внутри двух кварталов Московского района г. Казани: Декабристов-Гагарина-Тунакова-Восстания и Тунакова-Гагарина-Ибрагимова-Восстания, пересекая их поперек с востока на запад фактически соединяя через дворы магистральные улицы Декабристов (между домами 162 и 164) и Ибрагимова (между домами 20 и 22).

## История
Улица возникла в 1930-е годы на северной окраине слободы Восстания. В 1942-1943 годах на улице были построены двухэтажные кирпичные дома для эвакуированных из западных районов СССР (часть из них снесена в 2020 году). В 1940-е годы она связывала слободу с барачным посёлком Воровского. После завершения застройки кварталов №№ 25 и 26 Ленинского района, улица превратилась во внутренний проезд квартала № 25.

## Объекты, расположенные на улице
Улица состоит из четырёх домов, три из которых жилых (двухэтажные дома послевоенной постройки № 2, 4, 6). Четвёртый дом — это здание Казанского государственного профессионально-педагогического колледжа (дом № 14).